# Haus Brüggeney

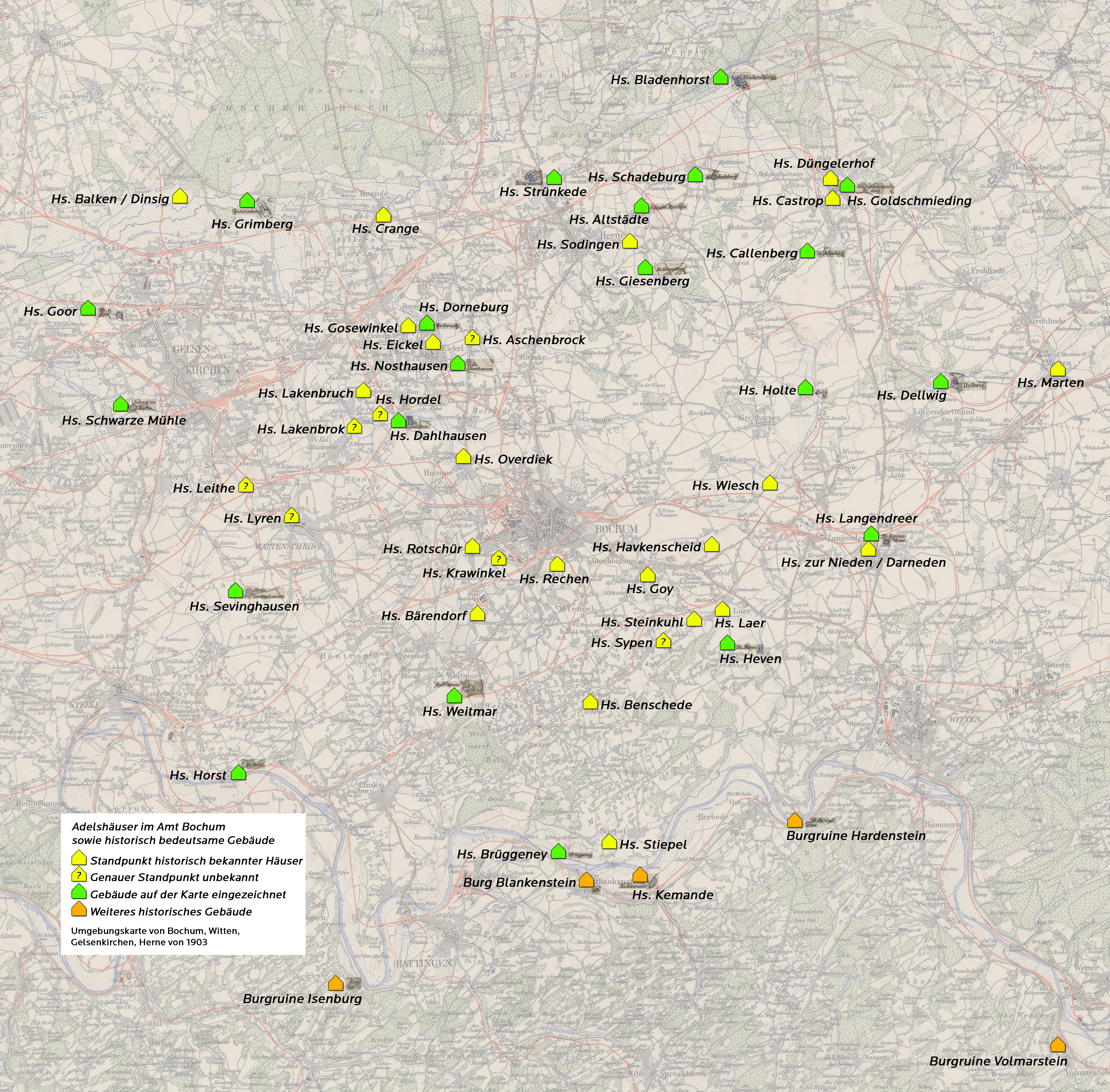
Die Adelssitze und Rittergüter im Amt Bochum mit einer Einzeichnung von Haus Brüggeney

Haus Brüggeney war ein Herrenhaus im heutigen Bochumer Stadtteil Stiepel, unweit der Ruhr gelegen. Das Haus lag unweit der heutigen alten Schleuse in Stiepel, an der Stichstraße von der Brockhauser Straße zur Schleuse Blankenstein.

## Geschichte
Die ab 1268 nachgewiesenen Herren von Brüggeney erhielten 1348 von den Grafen von Limburg-Stirum das Haus Brüggeney als Lehen. Ab 1450 wurde die Familie auch „Hasenkamp“ genannt. Unter diesem Namen machte die Familie Karriere im Baltikum und stellte zwei Hochmeister des Deutschen Ordens. 1461 wurde ihr Stammsitz an die Herren von Heiden veräußert. Diese bewohnten die Burg nicht selbst, sondern ließen das Haus von einem Schulten verwalten. In der Folge verfiel sie und war schon 1552 nicht mehr im Lehnbuch der Grafen von der Mark verzeichnet. Die späteren Eigentümer des dortigen Hofes hießen ebenfalls Brüggeney, waren aber nicht mit dem Adelsgeschlecht verwandt.
Möglicherweise war Haus Brüggeney zeitweise vollständig ruinös, denn 1775 wird es als „weggebrochen“ erwähnt. Ein überliefertes Fachwerkgebäude über älteren Grundmauern kann somit frühestens am Ende des 18. Jahrhunderts erbaut worden sein und ist gegen Ende des 19. Jahrhunderts abgerissen worden. Der letzte Bauernhof im Bereich des ehemaligen Adelssitzes ist um 1900 außerhalb der ehemaligen Gräfte errichtet und in den 1970er Jahren wieder niedergelegt worden.
Ebenso wie in den jetzigen Orten Oveney und Heveney etwas oberhalb der Ruhr wurde durch die Endung -ey die Nähe zur Ruhr ausgedrückt, das Wort „brügge“ wurde dem Wort „Brücke“ entnommen, wobei es in diesem Fall wohl eher eine befestigte Furt war.

## Beschreibung
Das am Ende des 18. Jahrhunderts an der Stelle des alten Herrensitzes errichtete Fachwerkgebäude stand über älteren Kellergewölben. Umgeben war das Gebäude von einem 20 m breitem Hausteich, der Zugang lag ursprünglich im Westen. Im Osten und Nordosten des Gebäudes zeugten Mauerreste von Vorgängerbauten. Im Urkataster sind noch zwei Wirtschaftsgebäude eingezeichnet.